# Sel de phosphonium
Un sel de phosphonium est un sel contenant l'ion phosphonium (PH4+), comme l'iodure de phosphonium (PH4+I−). Plus couramment, le terme fait référence à un dérivé organique quaternaire tel que le chlorure de tétraphénylphosphonium (C6H5)4P+ Cl−, ou l'iodure de tétraméhylphosphonium ([P(CH3)4]+I−).
Les sels d'alkyltriphénylphosphonium sont très utilisés pour préparer les ylures de phosphore (« réactifs de Wittig ») utilisés dans la réaction de Wittig. De tels sels peuvent être produits par réactions entre la triphénylphosphine et un halogénure d'alkyle :
où Ph désigne un groupe phényle et X un atome d'halogène
Cette réaction fonctionne bien si le groupe alkyle est un groupe méthyle ou un alkyle primaire sans entrave, mais a en général un faible rendement avec un halogénure d'alkyle secondaire, les groupes tertiaires ne pouvant pas former d'ylure. 
Les sels de phosphonium sont en général stables, et peuvent souvent être purifiés par recristallisation dans l'éthanol.
Pour former l'ylure, le sel de phosphonium est mis en suspension dans un solvant tel que l'éther diéthylique ou le THF ou l'on ajoute une base forte telle que le phényllithium ou le n-butyllithium.

Une étude a montré qu'en partant d'un dérivé de l'alcool benzylique pour la synthèse d'un acétate de phosphonium, l'arène pouvant porter des groupes activants : 

où Ac désigne le groupe acétyle, le groupe ester est hydrolysé en phénol
Le groupe acétate de phosphonium n'a pas d'impact sur la réaction de Wittig qui suit.

## Halogénures de phosphonium
Les phosphines (R3P) peuvent réagir avec des dihalogènes (X2) pour former des halogénures de phosphonium (R3PX2). Le composé Ph3PBr2 issu de la réaction entre  la triphénylphosphine  et le dibrome est appelé bromure de bromotriphénylphosphonium ou dibromotriphénylphosphorane (à présent défini comme « phosphorane ») ou simplement dibromure de triphénylphosphine. Le dibromure et le dichlorure sont disponibles dans le commerce comme réactifs pour halogénation, comme l'halogénation des alcools et des phénols.
Le dichlorure de triphénylphosphine, Ph3PCl2, a été rapporté comme composé ionique (PPh3Cl)+Cl− dans les solutions polaires  et comme espèce moléculaire avec une géométrie géométrie trigonale bipyrmidale dans les solutions apolaires et à l'état solide.